# Marcel Bernard

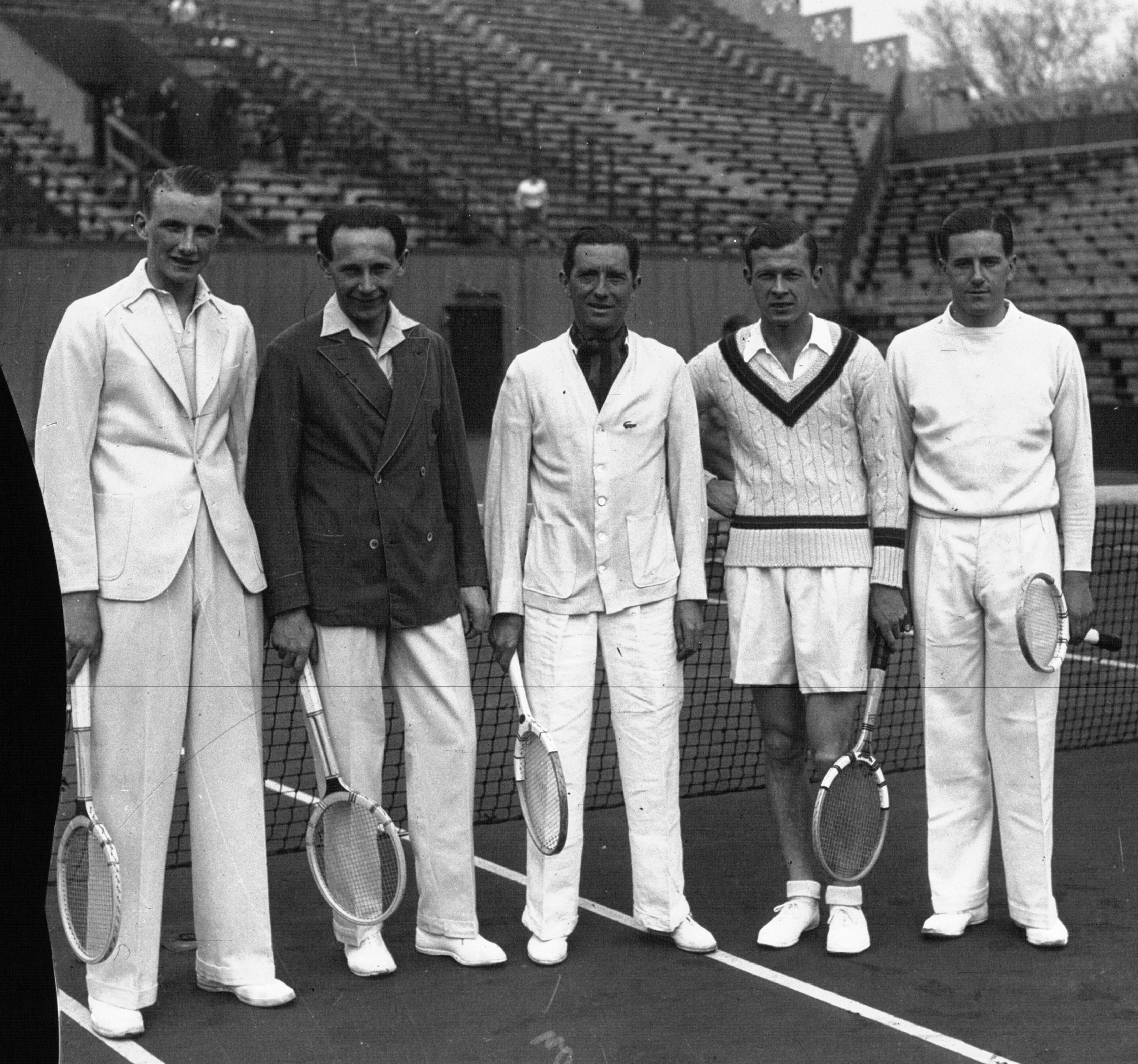
Französisches Davis-Cup-Team 1936
Bernard Destremau, Jean Borotra, Jacques Brugnon, Christian Boussus, Marcel Bernard

Marcel Bernard (* 18. Mai 1914 in Lille; † 29. April 1994) war ein französischer Tennisspieler.

## Karriere
Er gewann 1946 die Französischen Tennismeisterschaften in Roland Garros. Der ungesetzte Bernard besiegte im Finale Jaroslav Drobný in fünf Sätzen. Im Herrendoppel gewann er bei den Französischen Meisterschaften 1936 zusammen mit Jean Borotra und 1946 mit Yvon Petra. Im Mixed siegte er 1935 mit Lolette Payot und 1936 zusammen mit Billie Yorke, die im Gegensatz zu seinen anderen Partnern nicht aus Frankreich, sondern aus England kam.
Nach ihm ist der Coupe Marcel Bernard benannt, den die Sieger bei den French Open im Mixed erhalten.
Auch während des Zweiten Weltkriegs wurden die Französischen Meisterschaften ausgetragen, allerdings durften dabei nur Franzosen teilnehmen. Bei diesen nicht-offenen Meisterschaften gewann Bernard 1943 und 1944 jeweils zusammen mit Yvon Petra das Herrendoppel.